# Den naturlige indstilling
Den naturlige indstilling er en fællesbetegnelse for de metafysiske og erkendelsesteoretiske grundantagelser som vi går rundt med til daglig, men som vi ikke har radikalt begrundet. Det er forudsætninger der allerede ukritisk er til stede, når vi begrunder noget. 
Beskrevet på en anden måde er det de dogmatiske fordomme og forudindtagede opfattelser som vi alle bærer med os, når vi tænker over verden. Disse er ikke kommet gennem en tilegnelse (f.eks. gennem hvad kulturen eller arven har lært os) men er forudindtagelser som vi alle besidder fra begyndelsen.

## Begrebets oprindelse
Filosoffen Edmund Husserl kaldte dette for den naturlige indstilling, da han mente, at det allerede var til stede i vores før-filosofiske liv, og derved ikke var noget vi havde tillært os, men noget som vi alle aktivt må vende os væk fra gennem grundlæggende filosofisk analyse. Den metode Husserl udviklede for at komme udenom den naturlige indstilling blev kaldt epochéen.